# نظرية اللغة
نظرية اللغة هي موضوع من فلسفة اللغة وعلم اللغة النظري. تهدف إلى الإجابة على أسئلة "ما هي اللغة؟"،؛  "لماذا تمتلك اللغات الخصائص التي تميّزها؟" ؛  أو "ما هو أصل اللغة ؟" .
على الرغم من أن الكثير من البحث في علم اللغة في اللسانيات الوصفيةَ أو المعيارية اللغوية، إلا أن هناك افتراضًا أساسيًا بأن الخيارات المصطلحية والمنهجية تعكس رأي الباحث في اللغة. ينقسم اللغويون إلى مدارس مختلفة في التفكير في مناقشة مفهوم الطبيعة ضد التنشئة باعتبارها الانقسام الرئيسي. تركز بعض المؤتمرات والمجلات اللغوية على نظرية معينة للغة، بينما ينشر البعض الآخر مجموعة متنوعة من الآراء.
كما هو الحال في العلوم الإنسانية والعلوم الاجتماعية الأخرى، يمكن تقسيم النظريات في علم اللغة إلى مناهج إنسانوية وبيولوجية اجتماعية. تستخدم نفس المصطلحات ، على سبيل المثال "العقلانية" و"الوظيفية" و"الشكلية" و"البنائية"، مع معاني مختلفة في سياقات متعددة.

## النظريات الإنسانوية
تقوم النظريات الإنسانوية على اعتبار أن ثمة دور فاعل للناس في البناء الاجتماعي للغة. ويُنظر إلى اللغة على أنها ظاهرة اجتماعية ثقافية في الأساس. وهذا التقليد يؤكد على مفاهيم الثقافة والتنشئة والإبداع والتنوع. يظهر النهج العقلاني الكلاسيكي للغة من فلسفة عصر التنوير، إذ اعتقد الفلاسفة العقلانيون، باستثناء جان جاك روسو ، الذي دافع عن الفطرة، أن الناس قد ابتكروا اللغة في عملية تدريجية لخدمة حاجتهم النفسية للتواصل مع بعضهم بعضاً، وبالتالي، يُنظر إلى اللغة على أنها اختراع بشري عقلاني.

## المناهج الثقافية التاريخية
خلال القرن التاسع عشر، عندما بقيت الأسئلة الاجتماعية تحت مجال علم النفس،  كان يُعتقد أن تغير اللغة واللغات ينشأ من علم النفس البشري والعقل اللاواعي الجماعي للمجتمع الذي شكله تاريخه، كما يذكر موريتز لازاروس وهايمان شتاينثال وفيلهلم فونت . اعتبر أنصار Völkerpsychologie ("علم النفس الشعبي") اللغة على أنها ظاهرة اجتماعية تصوّر "روح الأمة".
طرح فونت فكرة أن العقل البشري يصبح منظمًا وفقًا لمبادئ التفكير المنطقي مع التقدم الاجتماعي والتعليم. وناقش نموذج التفرع الثنائي لوصف العقل وبناء الجملة. وصل علم النفس الشعبي إلى علم اللغة في أمريكا الشمالية بواسطة فرانز بواس  وليونارد بلومفيلد اللذين كانا مؤسسي مدرسة فكرية أطلق عليها لاحقًا اسم "البنيوية الأمريكية".
أصبح علم النفس الشعبي مرتبطًا بالقومية الألمانية،  وبعد الحرب العالمية الأولى على ما يبدو، استبدل بلومفيلد علم النفس السلوكي لألبرت بول فايس بعلم النفس البنيوي لفونت. على الرغم من أن مفاهيم فونت ظلت أولية في تحليله اللغوي. فقد تم إصلاح مدرسة بلومفيلد لعلم اللغة في النهاية كنهج اجتماعي بيولوجي من نعوم تشومسكي.
منذ أن بدأت شعبية النحو التوليدي في التضاؤل في نهاية القرن العشرين، ظهرت موجة جديدة من الأساليب الأنثروبولوجية الثقافية في مسألة اللغة مما أثار جدلاً حديثًا حول العلاقة بين اللغة والثقافة. ومن بين المشاركين دانيال إيفريت وجيسي برينز ونيكولاس إيفانز وستيفن ليفينسون .